# Католицька церква в Брунеї
Като́лицька це́рква в Бруне́ї — друга християнська конфесія Брунею. Складова всесвітньої Католицької церкви, яку очолює на Землі римський папа. Керується конференцією єпископів. Станом на 2004 рік у країні нараховувалося близько 21 000 католиків (6,05% від усього населення). Існувало 1 діоцезій, які об'єднували 3 церковних парафій.  Кількість  священиків — 4 (з них представники секулярного духовенства — 3, члени чернечих організацій — 1), постійних дияконів — 0, монахів — 1, монахинь — 2.
Апостольським вікарієм у Брунеї з 2004 року є єпископ Корнеліус Сім. Має 3 церкви:
- Собор Внебовзяття Богородиці, англ. Our Lady of the Assumption (Бандар-Сері-Бегаван)
- Церква Св. Іоанна, англ. Church of St. John (Куала-Белайт)
- Церква Непорочного Зачаття, англ. Church of Our Lady of the Immaculate Conception (Серіа)